# Медаль «За походы в Средней Азии 1853—1895»
Медаль «За походы в Средней Азии 1853—1895» — государственная награда Российской империи. Учреждение этой медали ознаменовало проведение памирских экспедиций отряда Ионова и окончание экспансии Российской империи в Средней Азии.

## Основные сведения
Медаль «За походы в Средней Азии 1853—1895» — медаль Российской империи для награждения лиц, имевших отношение к военным походам и экспедициям в Средней Азии с 1853 по 1895 год. Медаль имела два варианта — серебряный и бронзовый. Медаль учреждена 14 (26) июля 1896 года по указу императора Николая II.

## Порядок вручения
Серебряной медалью награждались следующие лица:
- Все военные, как строевые, так и нестроевые, волонтёры, участвовавшие в каких-либо военных походах и экспедициях в Средней Азии с 1853 по 1895 год и побывавшие при этом в боевых действиях, вооружённых столкновениях и т. д.;
- Врачи, санитары, сёстры милосердия, прочие медицинские работники, участвовавшие в тех же походах и экспедициях и исполнявшие свои обязанности в тех же боевых условиях. Награждались медработники, проходившие военную службу, так же как и относившиеся к Российскому обществу Красного креста;
- Священники, если они участвовали в тех же походах и экспедициях и исполняли свои обязанности в тех же боевых условиях.

Бронзовой медалью награждались следующие лица:
- Все военные и ополченцы, участвовавшие в каких-либо военных походах и экспедициях в Средней Азии с 1853 по 1895 год и не побывавшие в бою;
- Врачи, санитары, сёстры милосердия, прочие медицинские работники, участвовавшие в тех же походах и экспедициях. Награждались медработники, проходившие военную службу, так же как и относившиеся к Российскому обществу Красного креста;
- Священники, если они участвовали в тех же походах и экспедициях;
- Все военные и гражданские чины, прикомандированные или состоявшие при войсках или ополчениях, участвовавших в тех же походах и экспедициях;
- Волонтёры, вольнонаёмные работники, проявившие военные отличия в тех же походах и экспедициях;
- Лица всех сословий, оказавшие какие-либо заслуги в тех же походах и экспедициях.

Таким образом, награждались участники целого ряда походов, экспедиций и других военных событий, от похода Перовского на кокандскую крепость Ак-мечеть до памирских экспедиций отряда Ионова, завершивших территориальную экспансию Российской Империи в Средней Азии.

## Описание медали
Медали сделаны из серебра или светлой бронзы. Диаметр 28 мм. На лицевой стороне медали изображены вензели четырёх императоров Российской Империи: Николая I, Александра II, Александра III и Николая II. Над каждым вензелем изображена Большая императорская корона. На оборотной стороне медали горизонтально расположена надпись в четыре строки:
За
походы въ
Средней Азіи
1853—1895 г.г.
Основной тираж изготовлен на Санкт-Петербургском монетном дворе.
Существуют варианты медали, что связано с тем, что допускалось изготовление медали частными мастерскими. Разные варианты могут несколько отличаться деталями изображения.

## Порядок ношения
Медаль имела ушко для крепления к колодке или ленте. Носить медаль следовало на груди. Лента медали — комбинированная Георгиевско-Владимирская. С 13 августа 1911 года, по указу Николая II, раненые и контуженые в боях получили возможность носить эти медали на ленте с бантом.

## Изображение медалей

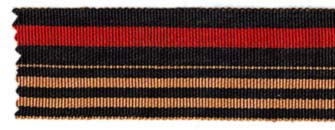
Лента
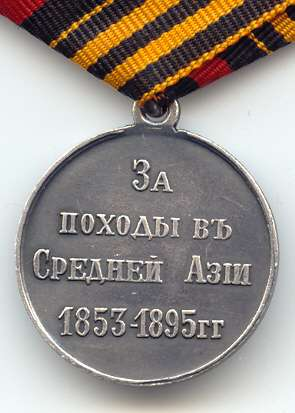
Реверс медали